# 北國ばらっど
北國 ばらっど（きたぐに ばらっど、1989年5月21日 -）は、日本のライトノベル作家。北海道出身。

## 経歴・人物
2014年3月、投稿作「強欲な僕とグリモワール」が第8回HJ文庫大賞（ホビージャパン主催）銀賞を受賞。同年4月、同じく投稿作「アプリコット・レッド」が第13回スーパーダッシュ小説新人賞（集英社主催）優秀賞を受賞。2作品を立て続けに出版し作家デビューした。近年は、荒木飛呂彦『岸辺露伴は動かない』のスピンオフ短篇小説や、芥見下々『呪術廻戦』のスピンオフノベライズなどを手掛ける。
2020年12月、NHK制作のテレビドラマ『岸辺露伴は動かない』第2話として「くしゃがら」が実写化された。

## 作品リスト

### 単行本
オリジナル
- 『強欲な僕とグリモワール』（HJ文庫、2014年12月）
- 『アプリコットレッド』（ダッシュエックス文庫、2015年1月）
- 『僕らはリア充なのでオタクな過去などありません（大嘘）』（ダッシュエックス文庫、2016年8月）
- 『僕らはリア充なのでオタクな過去などありません（大嘘） 2』（ダッシュエックス文庫DIGITAL、2017年8月）

ノベライズ
- 『呪術廻戦 逝く夏と還る秋』（JUMP j BOOKS、2019年5月）
- 『呪術廻戦 夜明けのいばら道』（JUMP j BOOKS、2020年1月）
- 『Paradox Live Hidden Track "MEMORY"』（JUMP j BOOKS、2021年9月）
- 『劇場版 呪術廻戦 0 ノベライズ』（JUMP j BOOKS、2021年12月）
- 『岸辺露伴は倒れない 短編小説集』（JUMP j BOOKS、2022年12月）
- 『映画ノベライズ 岸辺露伴 ルーヴルへ行く』（集英社オレンジ文庫、2023年5月）
- 『あやかしアラモード』（安田現象/原著,監修,イラスト、角川スニーカー文庫、2025年1月）

### アンソロジー収録作品
「」内が北國の作品。
- 『岸辺露伴は叫ばない 短編小説集』（JUMP j BOOKS、2018年6月）「オカミサマ」「くしゃがら」
- 『岸辺露伴は戯れない 短編小説集』（JUMP j BOOKS、2018年7月）「幸福の箱」「シンメトリー・ルーム」
- 『5分で読める驚愕のラストの物語』（JUMP j BOOKS、2021年4月）「○○○○注意」「未知なるロマン」「あずきチョコ108円」
- 『非接触の恋愛事情』（集英社文庫、2021年12月）「仮面学級」

### 雑誌等掲載作品
小説
- 「くしゃがら」 - 『ウルトラジャンプ』2017年8月号（集英社）付録冊子
- 「幸福の箱」 - 『ウルトラジャンプ』2017年8月号（集英社）付録冊子
- 「シンメトリー・ルーム」 - 『ウルトラジャンプ』2018年1月号（集英社）付録冊子
- 「黃金のメロディ」 - 『ウルトラジャンプ』2021年11月号（集英社）付録冊子
- 「原作者 岸辺露伴」 - 『ウルトラジャンプ』2021年11月号（集英社）付録冊子
- 「親の心子知らずの巻」 - 『JOJO magazine』2023 WINTER（集英社）

原作担当漫画
- 「仮面学級」(作画:桜井みわ) - 『少年ジャンプ+』（集英社）2021年11月14日配信